# 林潔
林 潔（はやし きよし、1934年 - ）は、日本の心理学者。白梅学園短期大学名誉教授、臨床心理士。

## 略歴
東京出身。1961年に立教大学大学院文学研究科(応用心理学)修士課程修了、白梅学園短期大学心理学科助教授、教授、2004年定年退任。日本応用心理学会常任理事。専門は青年心理学、臨床心理学、カウンセリングだが中でも認知行動療法が専門である。また、大学生のスタディスキルも研究。

## 著書
- 『女性の職業と家庭のあり方 選択と生き方を求めて あなた自身のジャッジメント』図譜新社　1966
- 『人間性の向上・余暇と継続教育』図譜新社　1967
- 『オーストラリア,ニュージーランド,太平洋地域の大学と学生相談』ブレーン出版　1976
- 『認知行動カウンセリングと援助活動』犀書房　2004
- 『ケアする人と心理学』犀書房　2005

## 共編著
- 『身上相談の心理学』松村康平共著　新書館　1965
- 『学習の方法をさぐる 教会学校の現場から』山下勝弘,大下幸恵共著　新成出版 1972
- 『行動カウンセリング入門』中沢次郎,清野美佐緒共著　川島書店　1975
- 『太平洋・アジア地域の教育と発展』編　ブレーン出版　1975
- 『青年期の心理と学生相談の展開』編著　ブレーン出版　1977
- 『大学生の学習技術』編著　新書館　1981
- 『スタディスキルスと大学カウンセリング』編著　新書館　1982
- 『大学とスタディスキルス訓練』編著　新書館　1984
- 『カウンセリングと関係領域の訓練の評価』編著　小林出版　1985
- 『青年期とカウンセリング』編著　新書館　1986
- 『成人期、老年期とカウンセリング コミュニティ・カウンセリングへの課題』編著　敬文堂　1987
- 『不安・抑うつ・ストレスとカウンセリング』編著　ブレーン出版　1988
- 『カウンセリングと心理テスト』瀧本孝雄,鈴木乙史共著　ブレーン出版　1989
- 『カウンセラーのためのガイダンス』瀧本孝雄,鈴木乙史共編著　ブレーン出版　1997

## 翻訳
- 『アメリカの女子職業と再教育 あすをめざす婦人のためのカウンセリング』稲毛裕子共訳編　図譜出版　1970

## 最近の主な論文
- 1998年 折うつ傾向と原因帰属および問題解決との関連についての一考察, 応用心理学研究23,71-78
- 1999年 社会的サポートとしての電子メールを用いたカウンセリングの役割, 電話相談学研究10,31-38
- 2000年 A Study of Relation of Depressive Tendency, Type A and Perfectionistic Thinking in　University Students, Journal of Australian and New Zealand Student Services Association 15,19-28
- 2001年 Tendency Toward Depression Coping Skills, and the Cognition of Achievement Goals, Journal of Australian and New Zealand Student Services Association 18, 15-23
- 2002年 A Study Japanese Version of the Depressive Anxiety Stress Scale, Journal of Australian and New Zealand Student Services Association 19, 32-42 2002

## 所属学会
- 日本心理学会
- 日本応用心理学会
- 日本カウンセリング学会
- 日本行動医学会
- Australian and New Zeal and Student Services Ass